# Beverley Nichols
Beverley Nichols, född 9 september 1898 i Bower Ashton i dåvarande Somerset i England, död 15 september 1983 i Kingston i London, var en brittisk författare och journalist. Han skrev olika sorters böcker, bland annat barnböcker och detektivhistorier.